# Albenga
Albenga là một đô thị và cộng đồng (comune) ở tỉnh Savona trong vùng Liguria nước Ý.
Đô thị Albenga có diện tích ki lô mét vuông, dân số thời điểm năm 31 tháng 5 năm 2005 là 23.470 người.
Đô thị này có các đơn vị dân cư (frazioni) sau:
Các đô thị giáp ranh: 